# Principauté de Riazan
1097–1521
Entités précédentes :
- Principauté de Tchernigov

Entités suivantes :
- Grand-duché de Moscou

La principauté de Riazan était un État de la Russie médiévale qui a existé de 1129 à 1521.
La principauté de Riazan a été créée en 1129 lorsqu'elle a été séparée de la principauté de Mourom-Riazan. Le premier souverain supposé de Riazan fut Iaroslav Sviatoslavitch, prince de Tchernigov (une ville du Rus' de Kiev), qui a été également prince de Mourom-Riazan.
En 1213, la principauté obtint son indépendance. En décembre 1237, Riazan fut ravagée par les Mongols du khan Batu et la vieille capitale fut détruite. En 1301, le prince Daniel Moskovski prit Riazan grâce à la trahison des boyards et mit le prince Constantin en prison. Ce dernier fut tué sur l'ordre du fils de Daniel, Iouri III Moskovski. Ses deux successeurs furent tués par la Horde d'or.
En 1399, la principauté de Riazan passa brièvement sous suzeraineté lituanienne.
Durant presque toute son histoire, la principauté de Riazan se querella avec la principauté de Pronsk jusqu'à ce que cette dernière soit annexée par Riazan en 1483.
En 1516, le grand-prince Vassili III captura et retint prisonnier à Moscou le dernier prince de Riazan en raison de ses relations avec le khan de Crimée Mehmed I Giray. En 1521, le prince Ivan Ivanovitch fuit vers le grand-duché de Lituanie et la principauté fut annexée au grand-duché de Moscou.

## Liste des princes de Riazan
- 1097 - 1129 Iaroslav Sviatoslavitch
- 1129 - 1143 Sviatoslav Iaroslavitch
- 1143 - 1145 Rostislav Iaroslavitch
- 1145 - 1178 Gleb Rostislavitch
- 1178 - 1207 Roman Glebovitch
- 1213 - 1217 Roman Igorevitch
- 1217 - 1235 Ingvar Igorevitch
- 1235 - 1237 Iouri Igorevitch
- 1237 - 1252 Ingvar Ingvarevitch
- 1252 - 1258 Oleg Ingvarevitch le Rouge
- 1258 - 1270 Roman Olegovitch, le Saint
- 1270 - 1294 Fiodor Romanovitch
- 1294 - 1299 Iaroslav Romanovitch
- 1299 - 1301 Constantin Romanovitch
- 1301 - 1308 Vassili Konstantinovitch
- 1308 - 1327 Ivan Iaroslavitch
- 1327 - 1342 Ivan Ivanovitch Korotopol
- 1342 - 1344 Iaroslav Aleksandrovitch
- 1344 - 1350 Vassili Aleksandrovitch
- 1350 - 1371 Oleg Ivanovitch
- 1371 - 1372 Vladimir Iaroslavitch
- 1372 - 1402 Oleg Ivanovitch
- 1402 - 1427 Fiodor Olegovitch
- 1427 - 1456 Ivan Fiodorovitch
- 1456 - 1483 Vassili Ivanovitch Tretnoï
- 1483 - 1500 Ivan Vassilievitch
- 1500 - 1516 Ivan Ivanovitch

## Sources
- (en) Cet article est partiellement ou en totalité issu de l’article de Wikipédia en anglais intitulé « Ryazan Principality » (voir la liste des auteurs).
- Anthony Stokvis, Manuel d'histoire, de généalogie et de chronologie de tous les États du globe, depuis les temps les plus reculés jusqu'à nos jours, préf. H. F. Wijnman, Réédition Israël, 1966, Chapitre V tableau généalogique n°2 « Généaogie des Rurikides II » p. 337.